# Печский округ (Сербия)
Печский  округ (серб. Пећки округ)  — административно-территориальная единица Сербии, входящая в состав автономного края Косово и Метохия (фактически контролируется властями частично признанной Республики Косово). Центр округа — город Печ.

## Общины
Печский округ включает 5 общин, которые объединяют 317 населённых пункта.
| № | Община    | Площадь, км² | Число населённых пунктов |
| - | --------- | ------------ | ------------------------ |
| 1 | Дечани    | 402          | 40                       |
| 2 | Джяковица | 587          | 83                       |
| 3 | Исток     | 464          | 50                       |
| 4 | Клина     | 403          | 64                       |
| 5 | Печ       | 603          | 80                       |
|   | ВСЕГО     | 2460         | 317                      |

## Население
На территории округа проживает 414,2 тыс. человек